# Resistencia

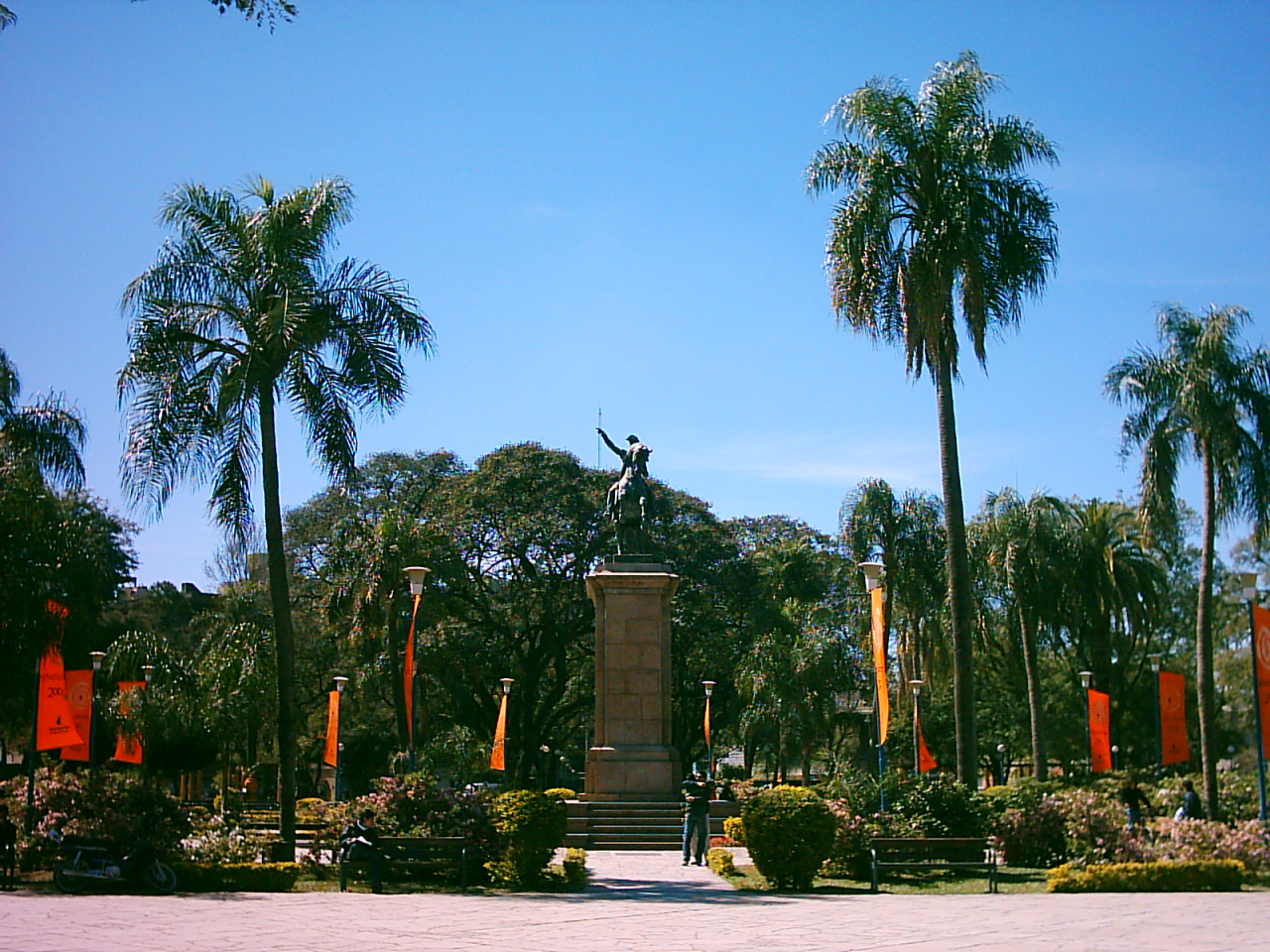

Resistencia je hlavním městem provincie Chaco v severovýchodní části Argentiny. Město má dnes spolu s jeho četnými předměstími, asi 350 000 obyvatel.
Nachází se na západním břehu přítoku řeky Paraná, přímo naproti městu Corrientes. Leží v krajinné oblasti Gran Chaco.
Klima je zde subtropické, léta jsou velmi horká.

## Historie
Město bylo založeno v roce 1876, jako kolonie, v tehdy řídce osídleném národním území Chaco. Krátce poté se zde usazovali, navzdory útokům indiánů, italští, němečtí a polští osadníci. V roce 1885 se Resistencia stala hlavním městem provincie. V období od roku 1914 se stále zvyšuje množství přistěhovalců z Evropy, takže město získává moderní tvář.

## Náboženství
Resistencia je sídlem římskokatolické arcidiecéze s působností i pro sousední provincii Formosa. Nového arcibiskupa Fabriciano Sigampa, který předtím byl biskupem v La Rioja, jmenoval 17. 11. 2005 papež Benedikt XVI.

## Ekonomika a infrastruktura

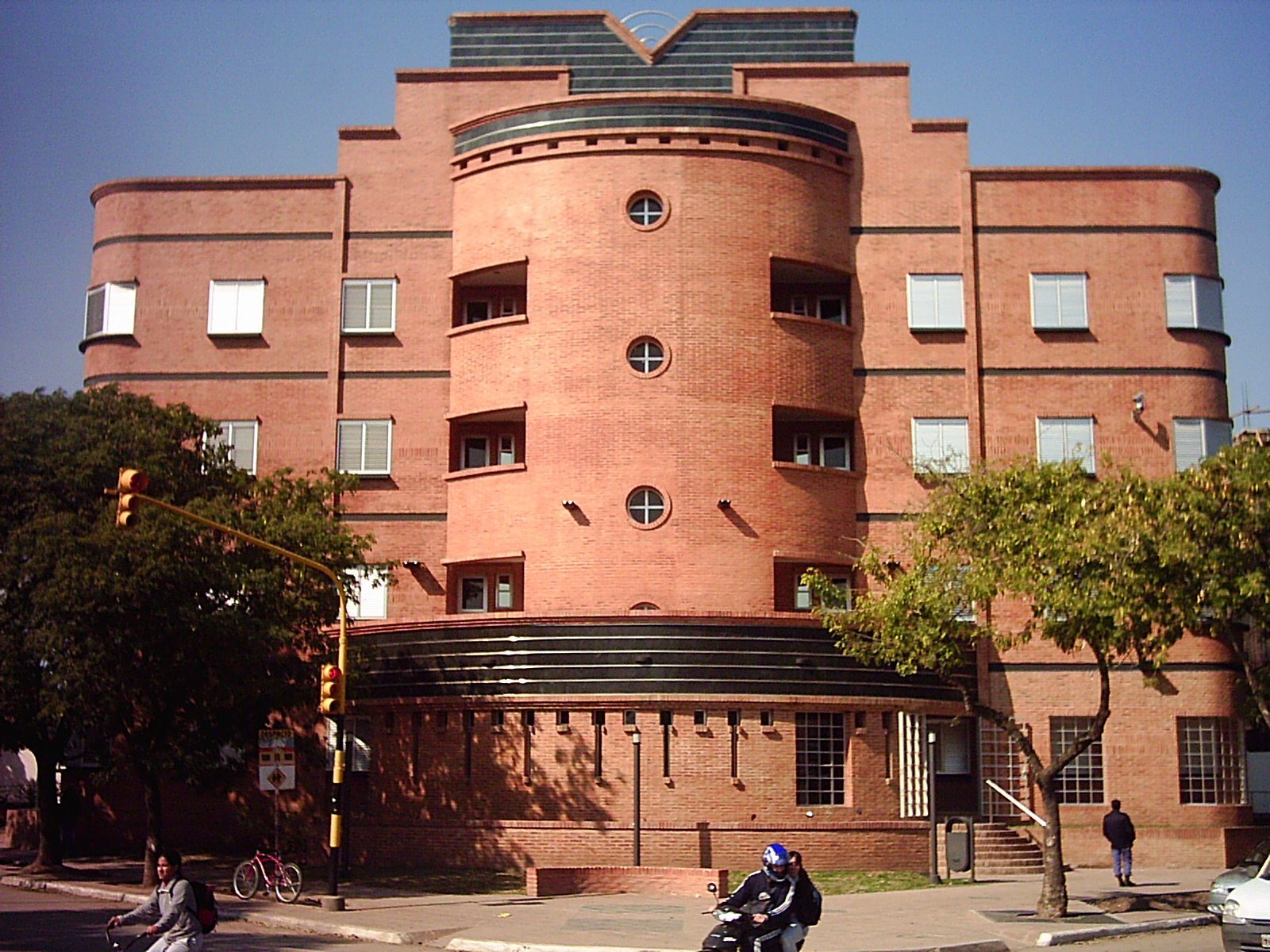

Město není jen administrativním centrem provincie, ale i centrem průmyslovým a obchodním. Přístav Barranqueras, který je na rameni řeky Paraná, je využíván pro rozvinutou říční dopravu.
Resistencia je jediné město v Argentině, která má systém příměstských vlaků. Má tak přímé spojení s Buenos Aires.
Vlaky jsou provozovány společností SEFECHA.